# Loona (zespół muzyczny)
Loona (kor. 이달의 소녀, zapis stylizowany: LOOΠΔ) – zespół z Korei Południowej utworzony przez wytwórnię Blockberry Creative, który zadebiutował 20 sierpnia 2018 roku z piosenką „Hi High”. Kolejne członkinie zespołu były ujawniane od 2016 roku co miesiąc (z przerwami), co wyjaśnia koncept zespołu jak i jego koreańską nazwę Idarui Sonyeo (이달의 소녀), którą można przetłumaczyć jako dziewczyna miesiąca.

## Historia

### 2016–2017: Przed debiutem
2 października 2016 roku Blockberry Creative ogłosiło na platformie Naver zamiar zadebiutowania swojej pierwszej dziewczęcej grupy. Debiut miał poprzedzać osiemnastomiesięczny projekt, podczas trwania którego co miesiąc prezentowano kolejne członkinie zespołu.
Od października 2016 do stycznia 2017 zaprezentowano cztery członkinie: HeeJin, HyunJin, HaSeul oraz YeoJin. Każda z nich wydała również promujący je solowy mini-album. Zaprezentowano również pierwszy sub-unit grupy Loona 1/3 składający się z czterech członkiń, zaprezentowanych wcześniej HeeJin, HyunJin, HaSeul oraz nowej członkini ViVi.
Od kwietnia do lipca 2017 zaprezentowano kolejne członkinie, ViVi, Kim Lip, JinSoul oraz Choerry, które również promowały się ze swoimi solowymi minialbumami.
We wrześniu 2017 roku HeeJin, HyunJin i HaSeul brały udział w castingu do reality show Mix Nine, którego celem było powołanie nowej k-popowej grupy. HeeJin oraz HyunJin przeszły etap przesłuchań dostając się do programu.
Również we wrześniu 2017 roku ogłoszono kolejny sub-unit grupy Loona Odd Eye Circle, w którego skład wchodzą JinSoul, Kim Lip oraz Choerry. Zespół wydał minialbum zatytułowany Mix & Match.
Pomiędzy listopadem 2017 a styczniem 2018 kolejne członkinie zaprezentowały swoje solowe albumy, były to Yves, Chuu oraz Go Won. W marcu 2018 ukazał się album promujący ostatnią członkinię, Hyeju (poprzednio Olivia Hye). W maju 2018 roku powołano do życia trzeci sub-unit, Loona yyxy, składający się z Yves, Chuu, Go Won oraz Hyeju.

### 2018–2019: Debiut z [+ +], [X X], 365
7 sierpnia 2018 roku ukazała się pierwsza piosenka „favOriTe” promująca debiutancki album. Minialbum zawierający ten singiel, zatytułowany [+ +] (Plus Plus) ukazał się na rynku 20 sierpnia razem z głównym singlem z płyty, zatytułowanym „Hi High”.
19 lutego 2019 roku ukazał się repackage album, wydany pod nowym tytułem [X X]. Zawierał 6 dodatkowych piosenek, w tym główny singel „Butterfly”.
13 grudnia grupa wydała singel „365”, zadedykowany dla fanów.

### 2020: [#], pierwsza wygrana, [12:00]
7 stycznia 2020 roku wydawnictwo muzyczne Blockberry Creative ogłosiło, że liderka HaSeul nie będzie uczestniczyła w promocjach nadchodzącego albumu ze względu na problemy zdrowotne. 9 stycznia, na platformie YouTube, została opublikowana kolejna filmowa zapowiedź nowego minialbumu pt. #. Płyta ukazała się 5 lutego, wraz z głównym singlem „So What”. 12 marca grupa zdobyła pierwsze zwycięstwo w programie muzycznym M Countdown.
O północy (czasu koreańskiego) 17 września 2020 roku ukazała się zapowiedź do nadchodzącego minialbumu o nazwie [12:00] (Midnight). Płyta ukazała się 19 października, a jej główny singlem została piosenka "Why Not?".
2 listopada zespół Loona zadebiutował na Billboard 200 na miejscu #112 z piosenką "Star", czyniąc ich pierwszą k-popową dziewczęcą grupą pochodzącej z firmy muzycznej spoza wielkiej trójki, której udało się to osiągnąć.
29 grudnia pojawiła się zapowiedź singla New Moon, w której zwiastowano powrót liderki HaSeul.

### 2021: [&], japoński debiut
31 maja 2021 roku zapowiedziano kolejny minialbum zatytułowany [&] (And). Dzień później pojawiła się druga zapowiedź, potwierdzająca comeback Loona oraz powrót HaSeul.
Od 14 czerwca (północ 15 czerwca czasu koreańskiego) pojawiły się następne zwiastuny: &1, &2 (22 czerwca) oraz &3 (24).
27 czerwca Loona opublikowała klip zapowiadający wydanie japońskiej wersji utworu „PTT (Paint The Town)”. Jego wydanie miało odbyć się w tym samym dniu (godzina 18:00, 28 czerwca czasu koreańskiego) co wydanie czwartego minialbumu [&], zawierającego koreańską wersję tego utworu (główny singel). Loona ogłosiła także datę swojego oficjalnego debiutu w Japonii (pod wydawnictwem Universal Music Japan) - 15 września.
6 lipca grupa zdobyła kolejne zwycięstwo (drugie po So What z 2020) w programie muzycznym The Show singlem PTT. Niedługo później (10 lipca) Blockberry Creative ogłosiło, że promocje zespołu będą wstrzymane ze względu na pandemię COVID-19.
27 sierpnia ogłoszono, że japoński debiut Loona będzie składał się z singla HULA HOOP ／ StarSeed 〜カクセイ〜.
3 września producent Ryan S. Jhun wypuścił singiel pt. Not Friends z udziałem HeeJin, Kim Lip, JinSoul oraz Yves w ramach swojego projektu „MAXIS”.
15 września miał miejsce oficjalny debiut Loona w Japonii - wydano cyfrową premierę singla HULA HOOP ／ StarSeed 〜カクセイ〜. 16 października wydano klip muzyczny do utworu HULA HOOP. Singiel, w postaci płytowej, został wydany 20 października.

### 2022: Queendom 2, pierwsza światowa trasa koncertowa, Flip That, Luminous, odejście Chuu
21 lutego kanał telewizyjny Mnet ogłosił, że Loona będzie jedną z grup uczestniczących w drugim sezonie reality show zawodów muzycznych Queendom, razem z grupami Brave Girls, Cosmic Girls, Kep1er, VIVIZ oraz solistką Hyolyn. Zespół zajął w nim drugie miejsce.
25 maja Starnews podało, iż Loona powróci w czerwcu z nowym albumem. 1 czerwca o północy (czasu koreańskiego) Loona podała początkowe terminy występów podczas swojej pierwszej światowej trasy koncertowej. W Stanach Zjednoczonych zaplanowano występy na dni 2–19 sierpnia (z dodatkowymi występami 23–28 sierpnia). Od 6 do 16 września odbywała się ona w Europie (z koncertem otwierającym w Polsce), natomiast w Seulu 15 i 16 października.
3 czerwca został wypuszczony zwiastun do nadchodzącego specjalnego letniego minialbumu Flip That zatytułowany "The Journey".
3 czerwca Blockberry Creative ogłosiło, że jedna z członkiń grupy, Chuu, nie będzie mogła wziąć udziału w trasie koncertowej ze względu na wcześniejsze zobowiązania.
20 czerwca ukazało się Flip That wraz z głównym singlem o tej samej nazwie.
28 czerwca piosenka "Flip That" zdobyła pierwsze zwycięstwo w programie The Show. Następnego dnia piosenka odniosła drugie zwycięstwo w programie Show Champion.
18 lipca na oficjalnej japońskiej stronie Loona został ogłoszony drugi japoński singiel zatytułowany Luminous, który planowany był zostać wydany 28 września.
25 lipca ogłoszono, że Chuu nie będzie uczestniczyła także w promocjach albumu. 
25 listopada Blockberry Creative wydało oświadczenie, w którym ogłosiło wyrzucenie Chuu z grupy ze względu na "używanie brutalnego języka oraz nadużywanie władzy w stosunku do pracowników". 28 listopada wszystkie członkinie, z wyjątkiem Hyunjin i Vivi, złożyły sądowe wnioski o zakończenie swoich umów z wytwórnią Blockberry Creative.

### 2023
13 stycznia 2023 roku podano, że członkinie HeeJin, JinSoul, Kim Lip i Choerry wygrały proces o wypowiedzenie umowy wyłączności przeciwko wytwórni Blockberry Creative.
5 czerwca Go Won, HyeJu oraz Yeonji unieważniły swoje kontrakty z BlockBerry.
11 czerwca Vivi oraz Hyunjin rozwiązały swoje umowy z BlockBerry, tym samym podpisując kontrakt z CTDENM.

## Członkinie
| Pseudonim   | Pseudonim | Prawdziwe imię              | Data urodzenia       | Podgrupa             |
| Latynizacja | Hangul    | Prawdziwe imię              | Data urodzenia       | Podgrupa             |
| ----------- | --------- | --------------------------- | -------------------- | -------------------- |
| ViVi        | 비비      | Wong Kahei (chiń. 黃珈熙)   | 9 grudnia 1996       | Loona 1/3            |
| Yves        | 이브      | Ha Sooyoung (kor. 하수영)   | 24 maja 1997         | Loona yyxy           |
| JinSoul     | 진솔      | Jeong Jinsoul (kor. 정진솔) | 13 czerwca 1997      | Loona Odd Eye Circle |
| HaSeul      | 하슬      | Cho Haseul (kor. 조하슬)    | 18 sierpnia 1997     | Loona 1/3            |
| Kim Lip     | 김립      | Kim Jungeun (kor. 김정은)   | 10 luty 1999         | Loona Odd Eye Circle |
| Chuu        | 츄        | Kim Jiwoo (kor. 김지우)     | 20 października 1999 | Loona yyxy           |
| HeeJin      | 희진      | Jeon Heejin (kor. 전희진)   | 19 października 2000 | Loona 1/3            |
| HyunJin     | 현진      | Kim Hyunjin (kor. 김현진)   | 15 listopada 2000    | Loona 1/3            |
| Go Won      | 고원      | Park Chaewon (kor. 박채원)  | 19 listopada 2000    | Loona yyxy           |
| Choerry     | 최리      | Choi Yerim (kor. 최예림)    | 4 czerwca 2001       | Loona Odd Eye Circle |
| HyeJu       | 혜주      | Son Hyeju (kor. 손혜주)     | 13 listopada 2001    | Loona yyxy           |
| YeoJin      | 여진      | Im Yeojin (kor. 임여진)     | 11 listopada 2002    | –                    |

## Dyskografia

### Minialbumy
| Rok                                                              | Dane dot. albumu | Najwyższa pozycja | Sprzedaż                               |
| Rok                                                              | Dane dot. albumu | KOR               | Sprzedaż                               |
| Loona                                                            | Loona | Loona             | Loona                                  |
| ---------------------------------------------------------------- | --- | ----------------- | -------------------------------------- |
| 2018                                                             | [+ +] - Wydany: 20 sierpnia 2018 - Wytwórnia: Blockberry Creative - Format: CD, digital download, streaming                                       | 2                 | - KOR: 68 316 - US: 1 000 - JPN: 1 679 |
| 2019                                                             | [× ×] - Repackage: [+ +] - Wydany: 19 lutego 2019 - Wytwórnia: Blockberry Creative - Format: CD, digital download, streaming                      | 3                 | - KOR: 45 782 - US: 2 000              |
| 2020                                                             | [#] - Wydany: 5 lutego 2020 - Wytwórnia: Blockberry Creative - Format: CD, digital download, streaming                                            | 2                 | - KOR: 83 522 - US: 3 000 - JPN: 855   |
| 2020                                                             | [12:00] - Wydany: 19 października 2020 - Wytwórnia: Blockberry Creative - Format: CD, digital download, streaming                                 | 4                 | - KOR: 116 614 - US: 1 400             |
| 2021                                                             | [&] - Wydany: 28 czerwca 2021 - Wytwórnia: Blockberry Creative - Format: CD, digital download, streaming                                          | 4                 | - KOR: 135 253 - JPN: 648              |
| 2022                                                             | Flip That - Wydany: 20 czerwca 2022 - Wytwórnia: Blockberry Creative - Format: CD, digital download, streaming                                    | 4                 | - KOR: 154 492                         |
| 2023                                                             | [0] - Wydany: styczeń 2023 (niewydany) - Wytwórnia: Blockberry Creative, Atlantic Records, Warner Music - Format: CD, digital download, streaming | –                 | –                                      |
| Loona 1/3                                                        | |                   |                                        |
| 2017                                                             | Love & Live - Wydany: 13 marca 2017 - Wytwórnia: Blockberry Creative - Format: CD, digital download, streaming                                    | 10                | - KOR: 7 130                           |
| 2017                                                             | Love & Evil - Repackage: Love&Live - Wydany: 27 kwietnia 2017 - Wytwórnia: Blockberry Creative - Format: CD, digital download, streaming          | 24                | - KOR: 5 924                           |
| Loona Odd Eye Circle                                             | |                   |                                        |
| 2017                                                             | Mix & Match - Wydany: 21 września 2017 - Wytwórnia: Blockberry Creative - Format: CD, digital download, streaming                                 | 16                | - KOR: 7 869                           |
| 2017                                                             | Max & Match - Repackage: Mix & Match - Wydany: 31 października 2017 - Wytwórnia: Blockberry Creative - Format: CD, digital download, streaming    | 7                 | - KOR: 11 136                          |
| Zobacz więcej w artykule Odd Eye Circle , w sekcji Dyskografia . | |                   |                                        |
| Loona yyxy                                                       | |                   |                                        |
| 2018                                                             | Beauty & The Beat - Wydany: 30 maja 2018 - Wytwórnia: Blockberry Creative - Format: CD, digital download, streaming                               | 4                 | - KOR: 18 138                          |

### Single albumy
| Rok  | Dane dot. albumu | Najwyższa pozycja | Sprzedaż       |
| Rok  | Dane dot. albumu | KOR               | Sprzedaż       |
| ---- | --- | ----------------- | -------------- |
| 2016 | HeeJin - Wydany: 5 października 2016 - Wytwórnia: Blockberry Creative - Format: CD, digital download, streaming audio                                           | 31                | - KOR: 2869+   |
| 2016 | HyunJin - Wydany: 17 listopada 2016 - Wytwórnia: Blockberry Creative - Format: CD, digital download, streaming audio                                            | 28                | - KOR: 3271+   |
| 2016 | HaSeul - Wydany: 15 grudnia 2016 - Wytwórnia: Blockberry Creative - Format: CD, digital download, streaming audio                                               | 29                | - KOR: 3545+   |
| 2017 | YeoJin - Wydany: 16 stycznia 2017 - Wytwórnia: Blockberry Creative - Format: CD, digital download, streaming audio                                              | 21                | - KOR: 4476+   |
| 2017 | ViVi - Wydany: 17 kwietnia 2017 - Wytwórnia: Blockberry Creative - Format: CD, digital download, streaming audio                                                | 14                | - KOR: 1666+   |
| 2017 | Kim Lip - Wydany: 23 maja 2017 - Wytwórnia: Blockberry Creative - Format: CD, digital download, streaming audio                                                 | 14                | - KOR: 6307+   |
| 2017 | Jin Soul - Wydany: 26 czerwca 2017 - Wytwórnia: Blockberry Creative - Format: CD, digital download, streaming audio                                             | 18                | - KOR: 7169+   |
| 2017 | Choerry - Wydany: 28 lipca 2017 - Wytwórnia: Blockberry Creative - Format: CD, digital download, streaming audio                                                | 13                | - KOR: 1217+   |
| 2017 | Yves - Wydany: 28 listopada 2017 - Wytwórnia: Blockberry Creative - Format: CD, digital download, streaming audio                                               | 18                | - KOR: 4506+   |
| 2017 | Chuu - Wydany: 28 grudnia 2017 - Wytwórnia: Blockberry Creative - Format: CD, digital download, streaming audio                                                 | 11                | - KOR: 8459+   |
| 2018 | Go Won - Wydany: 30 stycznia 2018 - Wytwórnia: Blockberry Creative - Format: CD, digital download, streaming audio                                              | 13                | - KOR: 6962+   |
| 2018 | Olivia Hye - Wydany: 30 marca 2018 - Wytwórnia: Blockberry Creative - Format: CD, digital download, streaming audio                                             | 11                | - KOR: 10 565+ |
| 2021 | HULA HOOP ／ StarSeed 〜カクセイ〜 - Wydany: 20 października 2021 - Wytwórnia: EMI Records, Blockberry Creative - Format: CD, digital download, streaming audio | –                 | - KOR: –       |